# João Clímaco de Carvalho
João Clímaco de Carvalho († Juli 1873 in São Tomé und Príncipe) war ein portugiesischer Offizier und Kolonialverwalter.
1870 wurde der bisherige Sekretär des Gouverneurs von Macau zum Gouverneur von Portugiesisch-Timor ernannt, das Macau unterstellt war. Kapitänleutnant Carvalho hatte den Posten bis 1871 inne.
In dieser Zeit war der Einfluss Portugals auf seine Kolonie stark gesunken. Ohnehin kontrollierte man das Gebiet nur über Bündnisse mit den einheimischen Kleinkönigen (Liurai). Carvalho teilte in einem Bericht von 1872 die timoresischen Reiche in vier Gruppen: Gebiete, wie Dili, Batugade, Manatuto, Vemasse, Laga und Maubara standen unter direkter portugiesischer Kontrolle. Die Reiche in unmittelbarer Nähe zu Dili, vor allem westlich der Hauptstadt, hatten die portugiesische Oberhoheit praktisch anerkannt. Die Reiche im Inselinneren, wie zum Beispiel Cailaco, erkannten diese nicht an, außerdem gab es kaum Kontakte mit den Herrschern. Und schließlich gab es die Reiche an der Grenze zum niederländischen Westtimor, wie Cowa und Sanirin, die offen gegen Portugal rebellierten oder zu denen es, wie zu Suai, seit Jahren keine Verbindungen mehr gab. Zudem wurde Timor für portugiesische Händler unattraktiv. Nach dem Verfall der Teepreise 1870 fuhr kein portugiesisches Handelsschiff mehr in asiatische Gewässer, was zu einer Kappung der Verbindung zwischen Lissabon auf der einen und den Besitzungen in Macau und auf Timor auf der anderen Seite führte.
Immerhin gelang es Carvalho die Rebellion von Balibo, das sich 1865 zusammen mit Cowa erhoben hatte, zu beenden. 1871 kapitulierte die Königin von Balibo, Dona Maria Michaelia Doutel da Costa. Sie traf, wie vereinbart, am 29. Mai in Batugade mit Gouverneur Carvalho zusammen. Die Zeremonie der Unterwerfung sollte nach Carvalhos Willen „feierlich sein und allen formalen Bräuchen folgen“. Die Königin von Cowa, Dona Maria Pires, kam nicht. Daher unterzeichnete Dona Maria am 1. Juni allein die ihr vorgelegten Vereinbarungen, die eine Unterwerfung Balibos als Vasallen Portugals bedeuteten. Cowa erkannte erst 1881 die Vorherrschaft Portugals an.
1869 hatte eine Choleraepidemie in der Kolonialhauptstadt Dili gewütet. Carvalho dachte deswegen zeitweise über eine komplette Verlagerung der Hauptstadt in das klimatisch günstiger und weniger ungesunde Lahane, das etwas landeinwärtsin den Bergen liegt. Doch die Einwohner weigerten sich wegen der schwierigeren Wasserversorgung. In Dili hatte fast jedes Haus einen Brunnen, in Lahane musste man das Wasser von einem etwas entfernten Fluss holen.
Am 7. Oktober 1872 wurde Carvalho Gouverneur von São Tomé und Príncipe. Hier starb er im Juli 1873. Ein Regierungsrat übernahm bis zum Eintreffen des Nachfolgers die Verwaltung der Kolonie.